# U-17-Fußball-Weltmeisterschaft der Frauen 2010
Die U-17-Fußball-Weltmeisterschaft der Frauen 2010 war die zweite Ausspielung dieses Wettbewerbs für Fußballspielerinnen unter 17 Jahren (Stichtag: 1. Januar 1993) und fand vom 5. bis 25. September 2010 in Trinidad und Tobago statt. Nach ihrer Exekutivkomitee-Sitzung 2008 in Sydney gab die FIFA bekannt, dass Trinidad und Tobago 2010 die FIFA U-17-Weltmeisterschaften austragen würde. Das Land richtete nach der U-17-WM der Männer 2001 zum zweiten Mal ein FIFA-Turnier aus. 16 Mannschaften traten zunächst in einer Gruppenphase in vier Gruppen und danach im K.-o.-System gegeneinander an. Titelverteidiger war die Mannschaft aus Nordkorea.

## Qualifikation

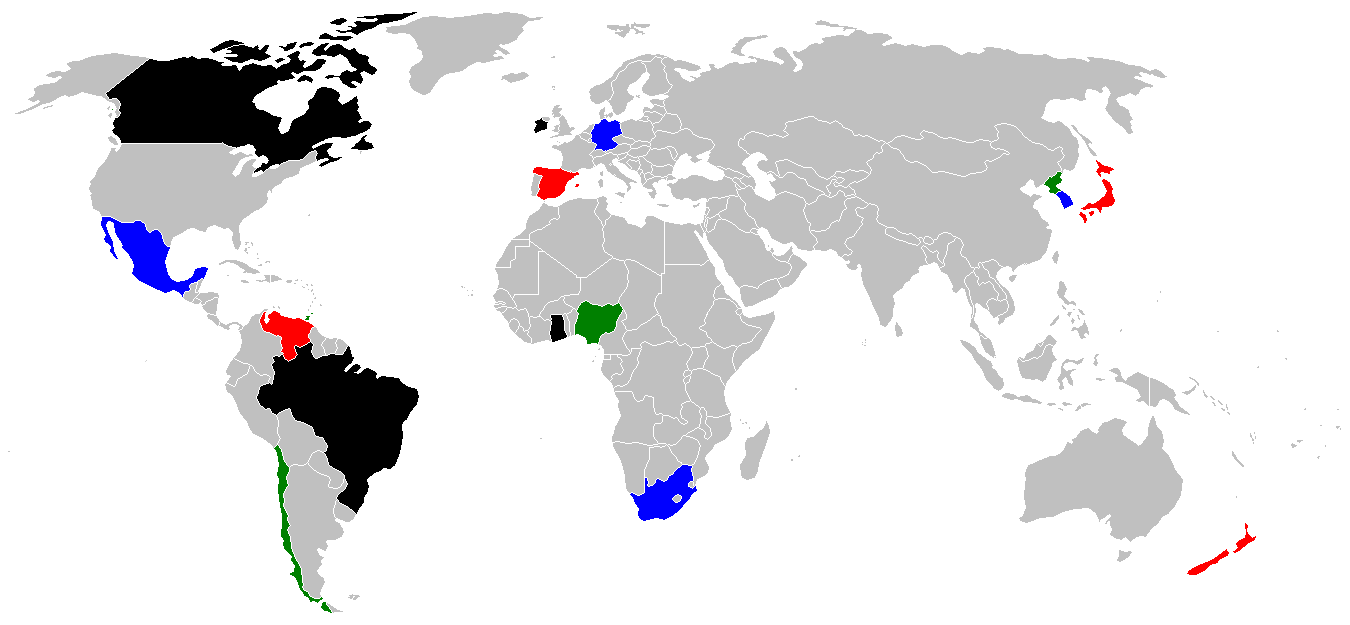

Die Qualifikation in Asien wurde bei der U-16-Asienmeisterschaft in Bangkok (Thailand) vom 5. bis 14. November 2009 ausgespielt. Turniersieger wurde Südkorea durch einen 4:0-Finalsieg über Nordkorea. Den dritten WM-Startplatz sicherte sich Japan durch einen 6:2-Sieg über Australien. China schied überraschend bereits in der Vorrunde aus.
Die drei Startplätze für die UEFA wurden bei der U-17-Europameisterschaft der Frauen im Juni 2010 im schweizerischen Nyon vergeben. Die beiden Finalisten Spanien und Irland sowie Deutschland, das im Spiel um Platz 3 die Niederlande mit 3:0 besiegte, sind für die WM qualifiziert.
Aus Nordamerika haben sich neben Gastgeber Trinidad und Tobago die beiden Finalteilnehmer Kanada und Mexiko für die WM qualifiziert. Als Qualifikationsturnier diente die CONCACAF U-17-Meisterschaft, die vom 9. bis zum 20. März 2010 in San José (Costa Rica) in einer Endrunde mit acht Mannschaften ausgetragen wurde. Die USA scheiterten im Halbfinale nach Elfmeterschießen sensationell an Kanada, nachdem sie die Vorrunde überragend mit 32:0 Toren abgeschlossen hatten. Damit ist zum ersten Mal in der Geschichte von Frauenfußballweltmeisterschaften eine US-amerikanische Mannschaft nicht beim Endturnier vertreten.
Die südamerikanischen Teilnehmer wurden bei der U-17-Fußball-Südamerikameisterschaft der Frauen in Brasilien im Januar/Februar 2010 ermittelt. Turniersieger wurde Brasilien durch einen 7:0-Finalsieg über Chile. Den dritten WM-Startplatz sicherte sich Venezuela durch einen 1:0-Sieg über Paraguay.
Die drei Vertreter der afrikanischen Konföderation wurden im April und Mai 2010 ermittelt. In mehreren K.o.-Runden konnten sich Nigeria, Ghana und Südafrika durchsetzen und für die WM qualifizieren.
Der Vertreter des ozeanischen Verbands wurde bei der OFC U-17-Frauen-Meisterschaft ermittelt, die vom 8. bis 16. April 2010 in Auckland (Neuseeland) ausgetragen wurde. Die Gastgeberinnen aus Neuseeland gewannen das Turnier und qualifizierten sich somit für die Endrunde.
Trinidad und Tobago ist als Gastgeber automatisch qualifiziert.

## Teilnehmer
| 3 aus Europa                           | Deutschland | Irland*   | Spanien*             |
| 3 aus Nord-, Mittelamerika und Karibik | Kanada      | Mexiko*   | Trinidad und Tobago* |
| 3 aus Südamerika                       | Brasilien   | Chile*    | Venezuela*           |
| 3 aus Afrika                           | Ghana       | Nigeria   | Südafrika            |
| 3 aus Asien                            | Japan       | Nordkorea | Südkorea             |
| 1 aus Ozeanien                         | Neuseeland  |           |                      |

* Erstteilnahme.

## Spielorte
Die Spiele der Weltmeisterschaft fanden an fünf Orten statt. Vier der Spielorte befanden sich auf der Insel Trinidad und einer auf der Insel Tobago. Die fünf Stadien waren bereits Schauplatz der U-17-WM der Junioren 2001. Abgesehen vom Stadion in der Hauptstadt Port of Spain wurden die Stadien im Jahre 2001 erbaut.
| Couva |

| Malabar |

| Marabella |

| Port of Spain |

| Scarborough |

| Couva |

| Malabar |

| Marabella |

| Port of Spain |

| Scarborough |

- Das Hasely Crawford Stadium wurde nach Hasely Crawford dem ersten Goldmedaillengewinner von Trinidad und Tobago bei Olympischen Sommerspielen benannt.
- Namensgeber des Larry Gomes Stadium ist der Cricketspieler Larry Gomes.
- Das Ato Boldon Stadium wurde nach dem Leichtathleten Ato Boldon benannt, der 1997 Weltmeister im 200-Meter-Lauf wurde.
- Das Manny Ramjohn Stadium wurde nach dem Langstreckenläufer Manny Ramjohn benannt, der 1946 bei den Zentralamerika- und Karibikspielen eine Goldmedaille gewann.
- Das Dwight Yorke Stadium wurde nach dem 72-fachen Nationalspieler Dwight Yorke benannt.

## Vorrunde
Die Auslosung der Endrunde wurde am 6. Mai 2010 im Hotel Hyatt Regency in Port of Spain durchgeführt.
Alle Zeiten in UTC -4.

### Gruppe A
| Pl. | Land                | Sp. | S | U | N | Tore    | Diff. | Punkte |
| --- | ------------------- | --- | - | - | - | ------- | ----- | ------ |
| 1.  | Nigeria             | 3   | 3 | 0 | 0 | 010:300 | +7    | 09     |
| 2.  | Nordkorea           | 3   | 2 | 0 | 1 | 006:300 | +3    | 06     |
| 3.  | Trinidad und Tobago | 3   | 1 | 0 | 2 | 003:400 | −1    | 03     |
| 4.  | Chile               | 3   | 0 | 0 | 3 | 001:100 | −9    | 0      |

|                                                          |   |                     |           |
| Sonntag, 5. September 2010 um 15:00 Uhr in Port of Spain |   |                     |           |
| Nigeria                                                  | – | Nordkorea           | 3:2 (1:1) |
| Sonntag, 5. September 2010 um 18:00 Uhr in Port of Spain |   |                     |           |
| Trinidad und Tobago                                      | – | Chile               | 2:1 (1:0) |
| Mittwoch, 8. September 2010 um 16:00 Uhr in Marabella    |   |                     |           |
| Nordkorea                                                | – | Chile               | 3:0 (1:0) |
| Mittwoch, 8. September 2010 um 19:00 Uhr in Marabella    |   |                     |           |
| Trinidad und Tobago                                      | – | Nigeria             | 1:2 (1:1) |
| Sonntag, 12. September 2010 um 18:00 Uhr in Couva        |   |                     |           |
| Nordkorea                                                | – | Trinidad und Tobago | 1:0 (1:0) |
| Sonntag, 12. September 2010 um 18:00 Uhr in Malabar      |   |                     |           |
| Chile                                                    | – | Nigeria             | 0:5 (0:2) |

### Gruppe B
| Pl. | Land        | Sp. | S | U | N | Tore    | Diff. | Punkte |
| --- | ----------- | --- | - | - | - | ------- | ----- | ------ |
| 1.  | Deutschland | 3   | 3 | 0 | 0 | 022:100 | +21   | 09     |
| 2.  | Südkorea    | 3   | 2 | 0 | 1 | 007:500 | +2    | 06     |
| 3.  | Mexiko      | 3   | 1 | 0 | 2 | 005:130 | −8    | 03     |
| 4.  | Südafrika   | 3   | 0 | 0 | 3 | 002:170 | −15   | 0      |

|                                                         |   |             |            |
| Sonntag, 5. September 2010 um 16:00 Uhr in Scarborough  |   |             |            |
| Deutschland                                             | – | Mexiko      | 9:0 (5:0)  |
| Sonntag, 5. September 2010 um 19:00 Uhr in Scarborough  |   |             |            |
| Südafrika                                               | – | Südkorea    | 1:3 (0:1)  |
| Mittwoch, 8. September 2010 um 16:00 Uhr in Scarborough |   |             |            |
| Deutschland                                             | – | Südafrika   | 10:1 (9:1) |
| Mittwoch, 8. September 2010 um 19:00 Uhr in Scarborough |   |             |            |
| Südkorea                                                | – | Mexiko      | 4:1 (2:1)  |
| Sonntag, 12. September 2010 um 15:00 Uhr in Malabar     |   |             |            |
| Südkorea                                                | – | Deutschland | 0:3 (0:0)  |
| Sonntag, 12. September 2010 um 15:00 Uhr in Couva       |   |             |            |
| Mexiko                                                  | – | Südafrika   | 4:0 (1:0)  |

### Gruppe C
| Pl. | Land       | Sp. | S | U | N | Tore    | Diff. | Punkte |
| --- | ---------- | --- | - | - | - | ------- | ----- | ------ |
| 1.  | Spanien    | 3   | 3 | 0 | 0 | 009:300 | +6    | 09     |
| 2.  | Japan      | 3   | 2 | 0 | 1 | 013:400 | +9    | 06     |
| 3.  | Venezuela  | 3   | 1 | 0 | 2 | 003:900 | −6    | 03     |
| 4.  | Neuseeland | 3   | 0 | 0 | 3 | 002:110 | −9    | 0      |

|                                                        |   |            |           |
| Montag, 6. September 2010 um 16:00 Uhr in Couva        |   |            |           |
| Spanien                                                | – | Japan      | 4:1 (3:0) |
| Montag, 6. September 2010 um 19:00 Uhr in Couva        |   |            |           |
| Neuseeland                                             | – | Venezuela  | 1:2 (1:1) |
| Donnerstag, 9. September 2010 um 16:00 Uhr in Couva    |   |            |           |
| Neuseeland                                             | – | Spanien    | 1:3 (1:1) |
| Donnerstag, 9. September 2010 um 19:00 Uhr in Couva    |   |            |           |
| Japan                                                  | – | Venezuela  | 6:0 (3:0) |
| Montag, 13. September 2010 um 16:00 Uhr in Scarborough |   |            |           |
| Japan                                                  | – | Neuseeland | 6:0 (1:0) |
| Montag, 13. September 2010 um 16:00 Uhr in Marabella   |   |            |           |
| Venezuela                                              | – | Spanien    | 1:2 (0:1) |

### Gruppe D
| Pl. | Land      | Sp. | S | U | N | Tore    | Diff. | Punkte |
| --- | --------- | --- | - | - | - | ------- | ----- | ------ |
| 1.  | Irland    | 3   | 2 | 0 | 1 | 005:200 | +3    | 06     |
| 2.  | Brasilien | 3   | 2 | 0 | 1 | 004:200 | +2    | 06     |
| 3.  | Kanada    | 3   | 1 | 0 | 2 | 001:300 | −2    | 03     |
| 4.  | Ghana     | 3   | 1 | 0 | 2 | 001:400 | −3    | 03     |

|                                                        |   |           |           |
| Montag, 6. September 2010 um 16:00 Uhr in Malabar      |   |           |           |
| Irland                                                 | – | Brasilien | 1:2 (0:1) |
| Montag, 6. September 2010 um 19:00 Uhr in Malabar      |   |           |           |
| Kanada                                                 | – | Ghana     | 1:0 (0:0) |
| Donnerstag, 9. September 2010 um 16:00 Uhr in Malabar  |   |           |           |
| Irland                                                 | – | Kanada    | 1:0 (0:0) |
| Donnerstag, 9. September 2010 um 19:00 Uhr in Malabar  |   |           |           |
| Ghana                                                  | – | Brasilien | 1:0 (1:0) |
| Montag, 13. September 2010 um 19:00 Uhr in Scarborough |   |           |           |
| Ghana                                                  | – | Irland    | 0:3 (0:2) |
| Montag, 13. September 2010 um 19:00 Uhr in Marabella   |   |           |           |
| Brasilien                                              | – | Kanada    | 2:0 (1:0) |

## Finalrunde
Alle Zeiten in UTC -4.

### Viertelfinale
|                                                          |   |           |                      |
| Donnerstag, 16. September 2010 um 16:00 Uhr in Marabella |   |           |                      |
| Nigeria                                                  | – | Südkorea  | 5:6 n. V. (4:4, 3:2) |
| Donnerstag, 16. September 2010 um 19:00 Uhr in Marabella |   |           |                      |
| Deutschland                                              | – | Nordkorea | 0:1 (0:1)            |
| Freitag, 17. September 2010 um 16:00 Uhr in Couva        |   |           |                      |
| Spanien                                                  | – | Brasilien | 2:1 (1:0)            |
| Freitag, 17. September 2010 um 19:00 Uhr in Malabar      |   |           |                      |
| Irland                                                   | – | Japan     | 1:2 (0:1)            |

### Halbfinale
|                                                      |   |         |           |
| Dienstag, 21. September 2010 um 16:00 Uhr in Malabar |   |         |           |
| Südkorea                                             | – | Spanien | 2:1 (2:1) |
| Dienstag, 21. September 2010 um 19:00 Uhr in Couva   |   |         |           |
| Nordkorea                                            | – | Japan   | 1:2 (1:2) |

### Spiel um Platz 3
|                                                           |   |           |           |
| Samstag, 25. September 2010 um 15:00 Uhr in Port of Spain |   |           |           |
| Spanien                                                   | – | Nordkorea | 1:0 (0:0) |

### Finale
|                                                           |   |       |                                 |
| Samstag, 25. September 2010 um 18:00 Uhr in Port of Spain |   |       |                                 |
| Südkorea                                                  | – | Japan | 3:3 n. V. (3:3, 2:2), 5:4 i. E. |

## Schiedsrichterinnen
Hauptschiedsrichterinnen:
- Estela Álvarez
- Wang Jia
- Finau Vulivuli
- Kirsi Heikkinen
- Thalia Mitsi
- Therese Sagno
- Sachiko Yamagishi
- Michelle Pye
- Quetzalli Alvarado
- Tanja Schett
- Esther Staubli
- Cha Sung-mi
- Shane de Silva
- Gyöngyi Gaál

Schiedsrichterassistentinnen (Auswahl):
- Jacqueline Stephenson
- Lata Kaumatule

## Beste Torschützinnen
| Rang | Spielerin          | Tore |
| ---- | ------------------ | ---- |
| 1    | Yeo Min-ji         | 8    |
| 2    | Kyra Malinowski    | 7    |
| 3    | Kumi Yokoyama      | 6    |
|      | Loveth Ayila       | 6    |
| 5    | Lena Petermann     | 5    |
|      | Ngozi Okobi        | 5    |
|      | Kim Kum Jong       | 5    |
| 8    | Lena Lotzen        | 4    |
|      | Yōko Tanaka        | 4    |
| 10   | Francisca Ordega   | 3    |
|      | Paloma Lázaro      | 3    |
|      | Raquel Pinel       | 3    |
|      | Mai Kyokawa        | 3    |
| 14   | Melanie Leupolz    | 2    |
|      | ...                | 2    |
| 25   | Isabella Schmid    | 1    |
|      | Silvana Chojnowski | 1    |
|      | Kristin Demann     | 1    |

Weitere 10 Spielerinnen mit je zwei und 36 Spielerinnen mit je einem Treffer; hinzu kamen 2 Eigentore.